# Compañía Alemana de África Occidental
La Compañía Alemana de África Occidental, en alemán Deutsch-Westafrikanische Gesellschaft / Compagnie, fue una empresa alemana privilegiada fundada en 1885. Explotó los dos protectorados alemanes en África Occidental Alemana (Togo y Camerún), pero no los gobernó, a diferencia de su contraparte en África Oriental Alemana.

## Historia
La Compañía Alemana de África Occidental fue establecida como una compañía privilegiada con sede en Hamburgo en 1885. La compañía estuvo activa tanto en la colonia de Kamerun como la de Togolandia.  Luego de varios años de pocas ganancias, la compañía fue absorbida por el Imperio Alemán el 13 de noviembre de 1903.

## Kamerun
Hoy en día Camerún y parte de Nigeria.

## Togo
Hoy en día Togo y parte de Ghana.